# Боян Главашевич
Боян Главашевич (хорв. Bojan Glavašević; нар. 26 липня 1984, Вуковар) — хорватський політик, мовознавець і соціолог, депутат хорватського парламенту 9-го й 10-го скликань. Син відомого воєнного репортера з Вуковара та героя війни за незалежність Хорватії Синиші Главашевича. 

## Життєпис

### Ранні роки життя
До 1991 року, точніше до початку битви за Вуковар, проживав у Вуковарі. Через війну з 1991 року живе в Загребі, куди переїхав зі своєю матір’ю Майдою та бабусею Сесілією. Його батька, який упродовж війни за незалежність сповіщав у своїх репортажах про трагічні події, що відбувалися по всій Хорватії, а особливо у Вуковарі, вбили бойовики сербських воєнізованих формувань.
У Загребі закінчив початкову школу ім. Ізідора Кршнявого. У цьому місті вступив до Приватної класичної гімназії, після чого продовжив академічну освіту на філософському факультеті Загребського університету. У початковій та середній школі захоплювався перекладами літературних текстів із класичних мов і займався дзюдо. У студентські роки долучався до діяльності кількох спілок, а здобувши диплом, у червні 2009 влаштувався науковим співробітником на кафедру мовознавства філософського факультету, де у своїх наукових дослідженнях спирався на соціолінгвістичні теми. На кафедрі мовознавства викладав, проводячи семінари за трьома курсами: «етика мовлення», «мова в публічному і міжособистісному спілкуванні» та «прикладна лінгвістика».

### Політична кар'єра
Після перемоги коаліції Кукуріку на  парламентських виборах 2011 прем’єр-міністр Зоран Міланович виділив міністерський департамент ветеранів війни в окреме Міністерство ветеранів, на чолі якого поставив безпартійного міністра і героя війни Предрага Матича. У січні 2012 Матич призначив Главашевича начальником канцелярії міністра, що стало його першою політичною посадою, а уряд і міністр у квітні 2012 призначили його тимчасовим директором Фонду стипендіювання хорватських ветеранів війни за незалежність і їхніх дітей, а потім помічником міністра в управлінні з правових і житлових питань Міністерства ветеранів.
Завдяки своїй роботі у міністерстві незабаром став одним із наближених до тодішнього міністра Предрага Матича людей та взяв активну участь у формуванні політики міністерства та офіційному виданні Реєстру ветеранів. Він — один з основних авторів Закону про права жертв сексуального насильства під час збройної агресії проти Республіки Хорватія у війні за незалежність.

### Протести ветеранів
Беручи участь у конференції у Вуковарі 2014 року, Главашевич зауважив, що серед хорватських ветеранів, які виграли війну і мають численні права, була низка випадків ПТСР і злоякісних новоутворень, тоді як бійці сербських військ, які програли війну і не мають подібних прав, не мають ПТСР. Через це твердження розпочався протест хорватських ветеранів під назвою «Сто відсотків за Хорватію», який тривав 555 днів із вимогою відставки його та міністра Матича.
Протест підтримала тодішня опозиційна ХДС. Під час акції протесту демонстранти словесно і фізично нападали на нього та пошкодили будівлю міністерства, кульмінацією чого стала поява на вулицях пляшок із газом. Незважаючи на напади, Боян Главашевич не задовольнив вимогу ветеранів про свою відставку. Він та його найближча родина через погрози перебували під охороною поліції аж до кінця акції протесту.

### Парламентські вибори у 2015 і 2016 роках
З причини парламентських виборів 2015 Зоран Міланович за внесок у роботу 12-го уряду включив Главашевича до виборчого списку коаліції Хорватія росте, а після її поразки Боян вступив у січні 2016 в
Соціал-демократичну партію Хорватії. Поставлений на 7 місце в VI виборчому окрузі він не пройшов до  парламенту 8-го скликання. Однак після відставки 13-го уряду та розпуску парламенту Главашевича обрали преференційними голосами на парламентських виборах 2016 року з того самого округу і місця у списку тільки вже Народної коаліції. Ставши депутатом парламенту, він працював заступником голови парламентського комітету з європейських питань, членом комітету у справах інформування, інформатизації та ЗМІ, комітету у справах освіти, культури й науки та комітету з прав людини і прав нацменшин. У своїх виступах часто торкався питань Європейського Союзу, освіти, прав людини, свободи засобів масової інформації та культури, а також технологічних інновацій.
У серпні 2018 вийшов із СДП і подав у безвідкличну відставку з посади члена Президії СДП Хорватії через незгоду з рештою керівництва. Він уважав, що СДП на чолі з Давором Бернардичем не може дати відповіді на жодне важливе питання про майбутнє Хорватії.

### Парламентські вибори 2020 року
Після виходу з СДП Главашевич приєднався до виборчого списку політичної платформи і партії «Можемо!», але вже як незалежний депутат. У виборчому списку по 6 округу він потрапив на останню 14 місце. Набравши понад 3000 голосів, що, безсумнівно, найбільше голосів у виборчому списку, він увійшов до 10-го скликання хорватського парламенту як єдиний від VI округу за виборчим списком «Можемо!». У парламенті він працює як незалежний депутат у фракції Зелено-лівої коаліції. Окрім роботи депутатом, обіймає посаду заступника голови комітету з європейських питань і члена комітету з питань зовнішньої політики.

### Ставлення до війни та батька
Через сумний досвід біженця від війни та страждання своєї сім'ї Боян уважає, що жодна війна не має переможця і що кожна війна приносить горе, тугу і смерть. Батько Синиша, вбитий у Вуковарі, тривалий час числився у зниклих безвісти, перш ніж рідня через 14 років після його смерті ідентифікувала і поховала його. Тому він прагне, щоб його діти мали дитинство і були позбавлені того клопоту і смутку, які сам він пережив у такому віці. 2014 року за вклад у побудову толерантного суспільства його відзначили премією миру імені Крунослава Сукича.
Попри те, що Боян зажив шани серед громадськості за самопожертву його батька, який став для широкого загалу символом і героєм війни за незалежність, дрібні ультраправі групи піддають його нападкам за його політичну належність до соціал-демократів. Під час антикириличних протестів 2013 року він збунтувався проти використання репортерських записів його батька, відповівши, що він і його родина все-таки знають його найкраще і що Синиша Главашевич був людиною широких поглядів, яка цінувала мультикультуралізм і різноманіття всіх 26 національних меншин у Вуковарі. 
Востаннє він бачив свого батька у день першого дзвоника у 1991 році.

### Приватне життя
Одружений, має двох дітей. Володіє англійською, французькою, італійською та норвезькою мовами. Шанувальник латини і давньогрецької та активний користувач Twitter.

## Нагороди та визнання
- Премія миру ім. Крунослава Сукича за багаторічний внесок у побудову толерантного і миролюбного суспільства в Республіці Хорватія (2014) [16]